# Krumm-Segge
Die Krumm-Segge (Carex curvula) ist eine Pflanzenart aus der Gattung Seggen (Carex) innerhalb der Familie der Sauergrasgewächse (Cyperaceae). Sie ist in den alpinen Rasen über saurem Gestein bestandsbildend.

## Beschreibung

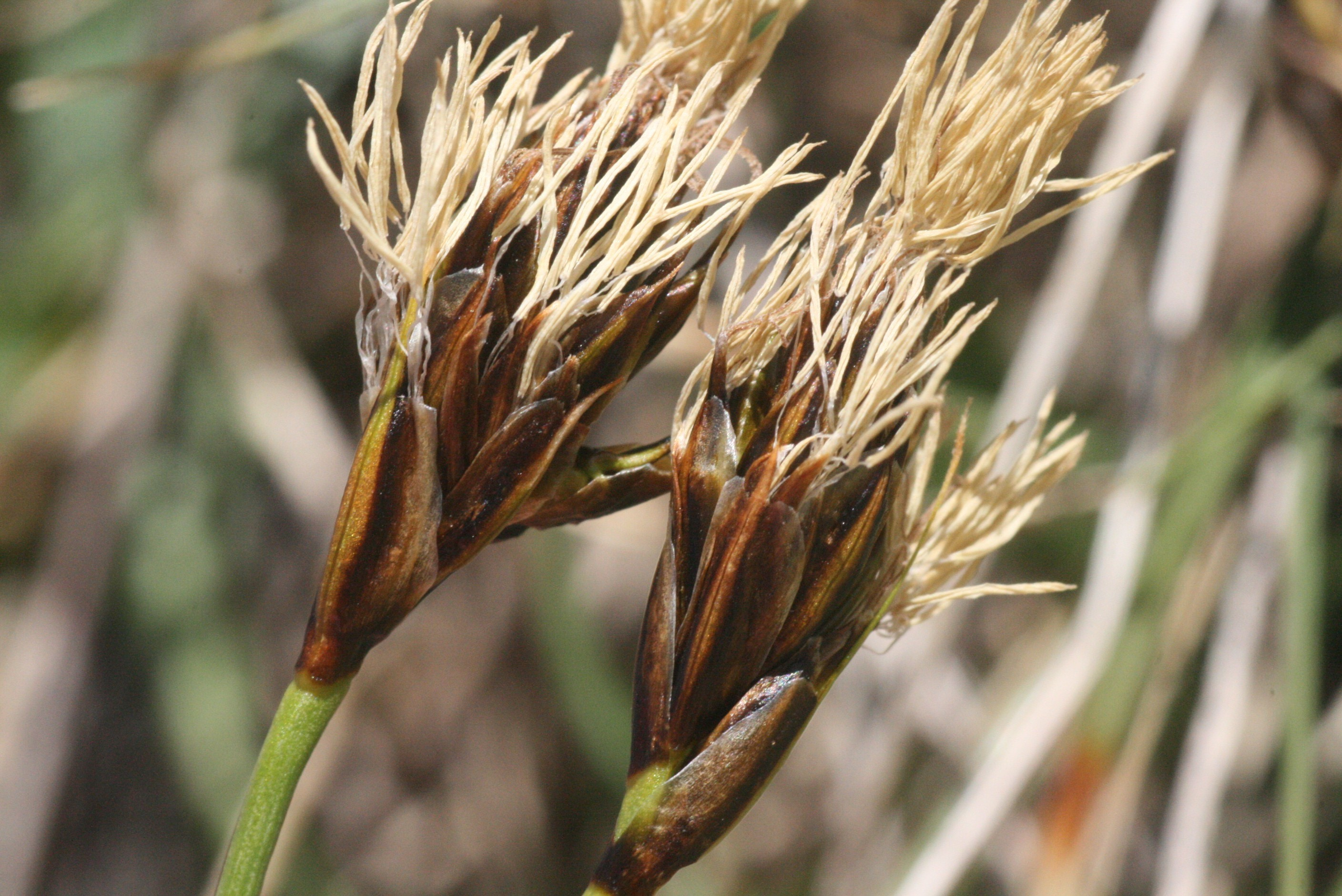
Blütenstand

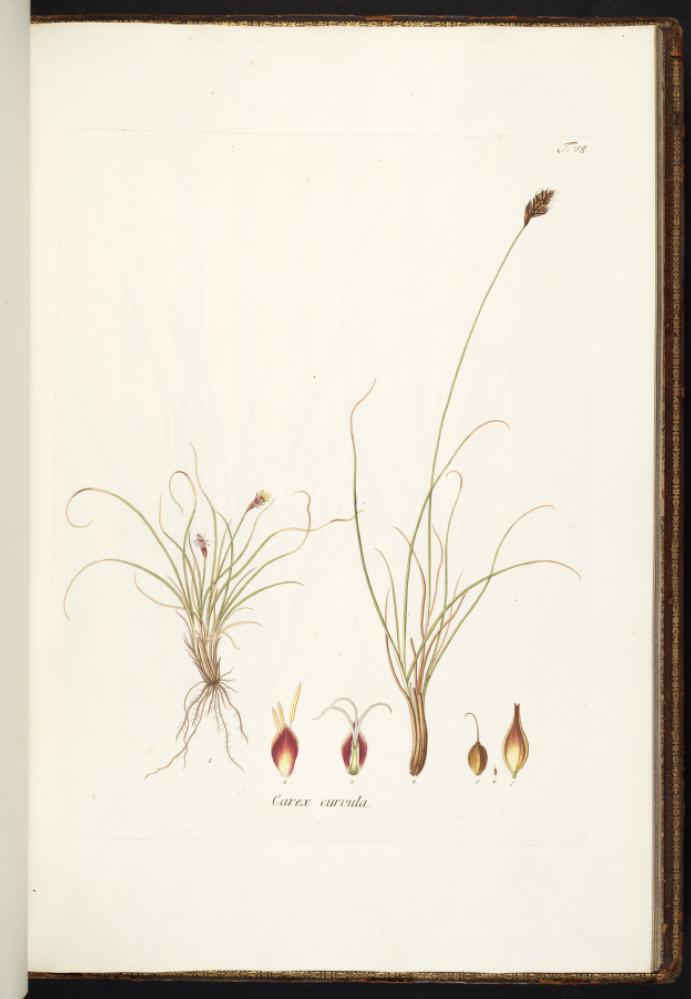
Illustration

### Vegetative Merkmale
Die Krumm-Segge ist eine ausdauernde, krautige Pflanze, die Wuchshöhen von 5 bis 30, selten bis zu 40 Zentimetern erreicht. Sie besitzt eine horstigen Wuchs. An der Sprossbasis befinden sich die zerfaserten Reste der vorjährigen Blätter. Die Stängel sind mehr oder weniger gekrümmt, ganz glatt, dreikantig und meist nur wenig länger als die Laubblätter, sie sind nur am Grund beblättert. Die unteren Blattscheiden sind galb-braun. Die Laubblätter sind rinnig-borstlich, 1,3 bis 2,5 Millimeter breit, oliv-grün und am oberen Ende durch Pilzbefall (Pleospora elynae, ein Ascomycet) meist vergilbt und abgestorben; daraus ergibt sich die namensgebende gekrümmte Blattform der Krumm-Segge.

### Generative Merkmale
Die Blütezeit reicht Juli und August. Die Krumm-Segge ist eine einhäusig getrenntgeschlechtige (monözisch) Art. Der körbchenförmige Blütenstand ist 1 bis 2, selten bis zu bis 3 Zentimeter lang und enthält fünf bis acht Ährchen. Die Ährchen sind länglich-eiförmig, am Grunde weiblich und am oberen Ende männlich. Die Spelzen sind sehr breit-eiförmig, stumpf, aber stachelspitzig, bräunlich bis kastanien-braun mit grünem Kiel und weißlichen Hauträndern. Die Schläuche sind mit einer Länge von 5 bis 8 Millimetern so lang oder wenig länger als die Spelzen, undeutlich dreikantig, fast geflügelt und nach oben in einen langen zweizähnigen Schnabel verschmälert. Die Schläuche sind gelblich-grün, später im Oberteil braun, glatt, glänzend und fast nervenlos. Jede weibliche Blüte besitzt drei Narben.
Die weißliche Frucht ist bei einer Länge von etwa 3 Millimetern verkehrt-eiförmig und dreikantig.
Die Chromosomenzahl beträgt 2n = ca. 86.

## Ökologie
Bei der Krumm-Segge handelt es sich um einen Hemikryptophyten.
Die Bestäubung erfolgt durch den Wind. Die Früchte werden durch den Wind (Anemochorie) ausgebreitet. Wegen Pilzbefall durch  den Ascomyceten Pleospora elynae vergilben der Blätter von der Spitze her frühzeitig.

## Vorkommen
Für die Krumm-Segge gibt es Fundortangaben für die Länder Spanien, Frankreich, Italien, die Schweiz, Österreich, Slowenien, die Slowakei, den Kosovo, Rumänien, Bulgarien, Bosnien und Herzegowina, Montenegro, Albanien, Nordmazedonien und die Ukraine. Sie steigt am Monte Rosa zu einer Höhenlage von bis zu 3400 Meter auf. In Deutschland ist die Krumm-Segge nach beispielsweise dem Botanischem Informationsknoten Bayern ausgestorben.

## Systematik
Die Erstbeschreibung von Carex curvula erfolgte 1785 durch Carlo Allioni in Flora Pedemontana sive Enumeratio Methodica Stirpium Indigenarum Pedemontii, Band 2, S. 264, Tafel 92, fig. 3. Die Unterart Carex curvula subsp. rosae wurde 1937 durch Hans Gilomen in Mitteilungen der Naturforschenden Gesellschaft Bern, Jahrgang 1937, S. XXVII erstbeschrieben; den Namen vergab er zu Ehren seiner Frau Rosa Gilomen.
Je nach Autor gibt es etwa zwei Unterarten, die unterschiedliche Verbreitung und ökologische Ansprüche haben:
- Gewöhnliche Krumm-Segge (Carex curvula All. subsp. curvula): Sie kommt von Spanien bis zur Ukraine vor.[7]
- Kalk-Krumm-Segge (Carex curvula subsp. rosae Gilomen): Sie kommt in Spanien, Frankreich, in der Schweiz, in Österreich und in Italien vor.[7] In Mitteleuropa hat sie Vorkommen in der Schweiz, in Tirol, Osttirol, Südtirol und Kärnten.[4]

### Gewöhnliche Krumm-Segge

#### Merkmale
Die Gewöhnliche oder auch Silikat-Krumm-Segge (Carex curvula subsp. curvula, im folgenden Krumm-Segge genannt) ist die wesentlich häufigere der beiden Unterarten. Ihre Wurzeln sind hellbraun bis gelblich. Ihre Laubblattspreiten weisen die typische Krümmung auf, sind im Querschnitt V-förmig und besitzen oberseits eine Mittelrippe. Die Deckblätter sind kastanienbraun. Die Blätter sind im Querschnitt bandförmig mit feiner Rinne.

#### Verbreitung
Diese Unterart kommt in der alpinen Höhenstufe der Ostpyrenäen, der Mittel- und Ostalpen, der Karpaten und den Gebirgen der Balkanhalbinsel vor. In Österreich und in der Schweiz ist sie weit verbreitet. Ihr Vorkommen in Deutschland ist nicht gesichert, in Grenznähe kam sie im Wettersteingebirge und im Steinernen Meer vor. Auf der Balkanhalbinsel ist die Krumm-Segge auf  Standorte in silikatischen Hochgebirgen in Bosnien und Herzegowina, Kosovo, Nord-Makedonien und Bulgarien beschränkt. In den überwiegend aus Karbonaten aufgebauten Dinariden ist sie im Vlašić in Bosnien, in der Bjelasica in Montenegro und um die Đeravica im östlichen Prokletije verbreitet. In Nord-Mazedonien in der Šar planina, Korab und im Pelister. In Bulgarien nur im Pirin und Rila-Gebirge.

#### Standorte und Soziologie

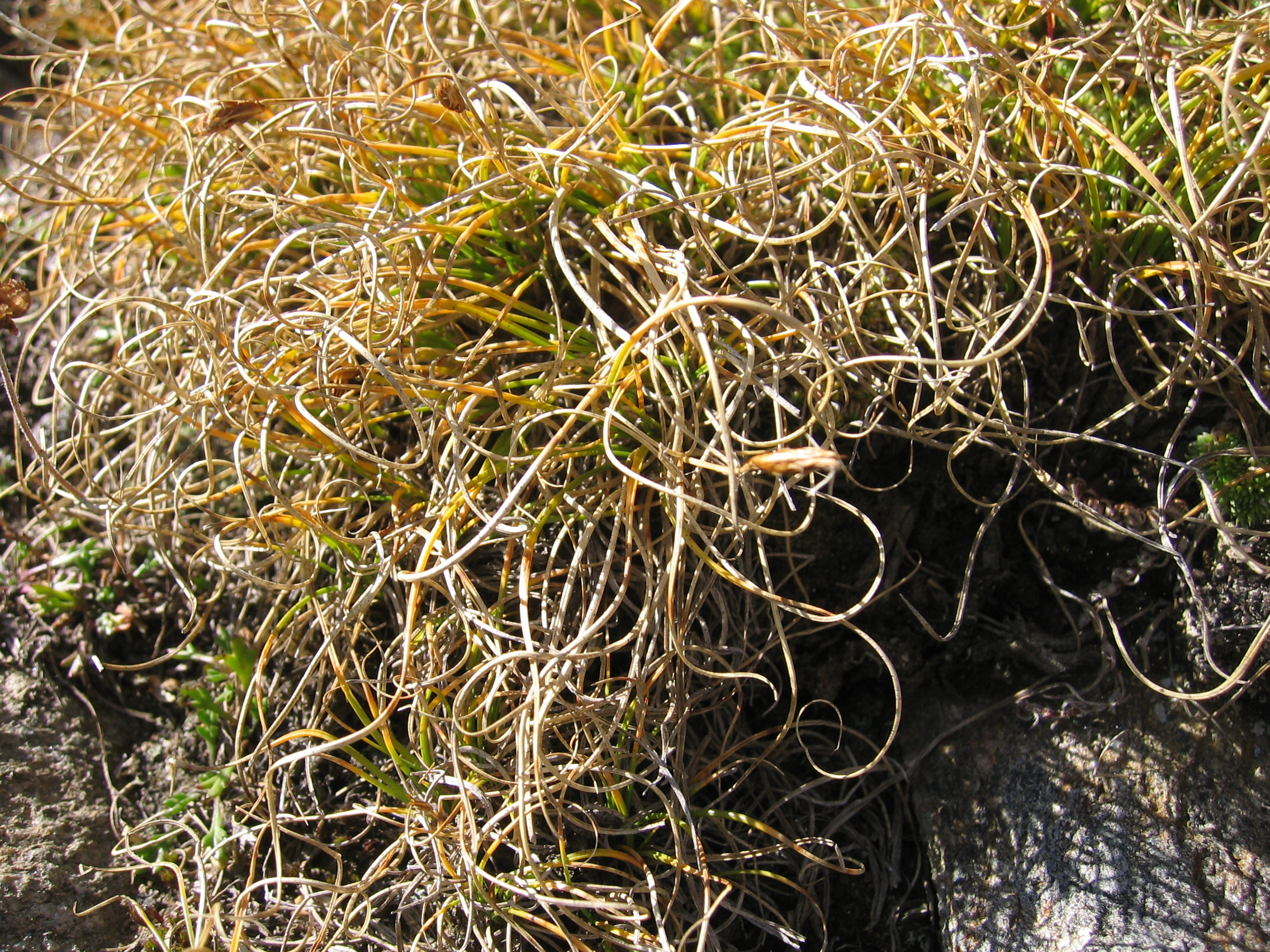
Krumm-Segge in den Ötztaler Alpen, Nähe Similaunhütte, etwa 3100 Meter

Die Krumm-Segge ist eine Volllicht-Pflanze sowie ein Kälte- und Säurezeiger.
Die Krumm-Segge wächst in bodensauren Magerrasen oberhalb von etwa 2000 Metern. Sie gedeiht am besten auf trockene bis mäßig frischen, sauren (pH 4 bis 6,8) und humosen Steinböden, die meist nährstoffarm sind. Die obere Humusschicht ihrer Standorte hat selten einen pH-Wert über 5,5, meist sogar um 4.
Die ökologischen Zeigerwerte nach Landolt & al. 2010 sind in der Schweiz für diese Unterart: Feuchtezahl F = 2 (mäßig trocken), Lichtzahl L = 5 (sehr hell), Reaktionszahl R = 2 (sauer), Temperaturzahl T = 1 (alpin und nival), Nährstoffzahl N = 2 (nährstoffarm), Kontinentalitätszahl K = 4 (subkontinental).
Sie ist Charakterart des Caricetum curvulae Rübel 1911 oder Krumm-Seggenrasen aus dem Verband Caricion curvulae. Der Krumm-Seggenrasen ist eine für die Alpen typische Pflanzengesellschaft, die es weder in Nordeuropa noch in der Tatra oder den Gebirgen der Balkanhalbinsel gibt. Der Krumm-Seggenrasen kommt zwischen 2200 und 2800 Meter Meereshöhe und hier oft dominierend vor. Neben der Krumm-Segge selbst sind folgende Arten typisch: Schweizer Löwenzahn (Leontodon helveticus), Alpenmargerite (Leucanthemopsis alpina), Arnika (Arnica montana) sowie verschiedene Moosflechten-Arten (Cetraria-Arten). Krumm-Seggenrasen kommen selten auch über Karbonatgestein vor, aber nur, wenn dieses von einer Feinerdeschicht überdeckt ist und der Oberboden versauert ist. Krumm-Seggenrasen besitzen einen sehr schlechten Futterwert, zudem beträgt der Stoffzuwachs meist nur 100 bis 160 g/m² und Jahr.

### Kalk-Krumm-Segge
Carex curvula subsp. rosae Gilomen wächst in Magerrasen über Kalk(glimmer)schiefer (pH 5,8 bis 8,6). Sie hat braune Wurzeln. Die Laubblätter sind meist nicht gekrümmt, im Querschnitt mondsichelförmig und haben oberseits meist keine Mittelrinne. Die Deckblätter sind gelblich- bis hellbraun.
Die Kalk-Krumm-Segge kommt in der Alpinstufe der Westpyrenäen und der westlichen Alpen (bis Hohe Tauern) vor. In Österreich ist sie selten und kommt nur in Tirol und Kärnten (nur in der Glocknergruppe) vor. Sie wächst hier in der Pflanzengesellschaft des Nacktriedrasens (Elynetum myosuroides).
Die ökologischen Zeigerwerte nach Landolt & al. 2010 sind in der Schweiz für diese Unterart: Feuchtezahl F = 2 (mäßig trocken), Lichtzahl L = 5 (sehr hell), Reaktionszahl R = 4 (neutral bis basisch), Temperaturzahl T = 1 (alpin und nival), Nährstoffzahl N = 2 (nährstoffarm), Kontinentalitätszahl K = 4 (subkontinental).